# 제11회 이주민 영화제
제11회 이주민 영화제는 2017년 10월 27일에 열린 시상식이다.

## 수상 및 후보

### 상영작
- 고려 아리랑: 천산의 디바 - 김소영
- 백일몽 - 강혜연
- 명태 - 이홍매
- 옐로우버스 - 정소희
- 걸치다 - 박영이
- 씨유투머로우 - 변승민
- 은아 - 정승현
- Wolson 해협의 아리아 - 오오타 신이치
- 첫만남 - 박재현
- 하루 또 하루 - 섹 알마문
- 벨빌 - 정원희
- 그의 사정 - 박성호
- 올 리브 올리브 - 김태일 외 1명
- 히치하이커 - 윤재호
- 야간근무 - 김정은
- 복덕방 - 최병권
- 잘 가, 사랑스러운 낯선 이 - 루안진홍 외 1명